# Gary Ewing
Gary Ewing is een personage uit de Amerikaanse soapserie Dallas en Knots Landing. De rol kort vertolkt in 1978 door David Ackroyd en vanaf 1979 door Ted Shackelford. Na één aflevering in Dallas ging hij met zijn vrouw Valene Ewing op zoek naar nieuw geluk in het fictieve stadje Knots Landing in Californië. Deze spin-off van Dallas liep zelfs één seizoen langer.

## Personagebeschrijving

### Dallas
Gary is de tweede zoon van Jock Ewing en Ellie Southworth. Hij wordt door zijn vader en oudere broer J.R. nooit als een gelijke beschouwd en is het zware schaap van de familie. Zijn moeder en jongere broer Bobby houden veel van hem. In 1961 kort na zijn zeventiende verjaardag trouwt hij met Valene Clements die nog maar net vijftien is en die hij zwanger gemaakt heeft. Negen maanden na het huwelijk werd Lucy geboren. J.R. bleef Gary tegenwerken waardoor hij veel begon te drinken en vaak ruzie kreeg met Valene en verliet zijn gezin. Valene probeerde met Lucy naar haar moeder te vluchten in Virginia, maar zij wees Valene de deur. J.R. volgde Valene en beschuldigde haar van prostitutie en nam Lucy mee om als een Ewing opgevoed te worden door Miss Ellie. Hij verbood Valene nog om haar dochter te zien. Dit gebeurde alles voor Dallas startte en werd pas later allemaal duidelijk.
In 1978 werkte Gary in een hotel in Las Vegas waar hij toevallig zijn broer Bobby en diens vrouw Pamela tegen kwam. Bobby kon hem overtuigen om zijn familie opnieuw te bezoeken. Gary wist niet dat Lucy inmiddels terug contact had met haar moeder en zag nu ook Valene terug. Gary wilde er opnieuw voor gaan, echter staken de oude problemen met Jock en J.R. snel opnieuw de kop op. J.R. wilde Valene betalen om de staat te verlaten maar ze sloeg het aanbod af. Ze spoorde Gary op en in 1979 verenigden ze zich opnieuw. Ze wilden echter niet op Southfork blijven. Miss Ellie kocht daarom een huis voor hen in een buitenwijk van Los Angeles, Knots Landing.
Gary verscheen daarna nog enkele keren in Dallas. Intussen werd bekend dat Ray Krebbs ook de zoon van Jock was. Op de bruiloft van Lucy en Mitch Cooper keerden Gary en Valene terug naar Southfork en zeiden tegen Ray dat ze blij waren dat hij nu een Ewing was en dat ze gerust waren dat hij op de ranch zou passen. Dit schoot bij Miss Ellie in het verkeerde keelgat die het Jock nu kwalijk nam dat zijn bastaardzoon, zonder één druppel Southworthbloed de ranch zou runnen en dat daardoor haar zoon niet terugkeerde naar Southfork. Dit leidde bijna tot een scheiding tussen Gary's ouders maar ze verzoenden zich uiteindelijk. Kort daarna overleed Jock echter. Gary kwam naar de lezing van het testament en hoorde dat hij 10 miljoen dollar erfde maar er pas na vier jaar aan mocht en nu enkel de interest mocht innen. Hij maakte ook geen aanspraak op Ewing Oil.
In 1991 verscheen Gary een laatste keer tijdens de finale van de serie toen J.R. een droom had over hoe het leven van mensen gegaan zou zijn als hij nooit geboren was. Gary is nu de oudste zoon van de Ewings en ontmoet Valene nog steeds maar veel later waardoor Lucy nooit geboren is. Hij kwam aan het hoofd van Ewing Oil na het pensioen van Jock maar beheerde de zaak zeer slecht waardoor Ewing Oil failliet ging na twee jaar. Hierdoor pleegde Jock zelfmoord en stierf Miss Ellie aan verdriet. Gary herbegint zijn carrière als succesvolle advocaat in Beverly Hills.

### Knots Landing
Valene en Gary verhuisden naar Knots Landing, een buitenwijk van Los Angeles op het adres 16966 Seaview Circle. Valene was aanvankelijk niet zo blij met hun nieuwe woonst en vond het geen plaats om opnieuw te beginnen. Ze was ook niet gecharmeerd door haar buren, de Fairgates en hun dochter Annie, die haar deed denken aan haar eigen dochter Lucy. Gary was wel vastberaden om te blijven en overtuigde haar te blijven.
Het huwelijk tussen Val en Gary werd ondermijnd door Abby Cunningham, met wie Gary trouwde na zijn scheiding met Valene. Na drie jaar eindigde ook dit huwelijk. Val en Gary verzoenden zich kort en kregen een tweeling Bobby en Betsy. Bobby werd genoemd naar zijn broer Bobby, die overleden was. Toen later Bobby niet dood was maar het hele seizoen een droom bleek te zijn werd dit niet vermeld in Knots Landing. Gary had ook nog een dochter Molly Whittaker die hij had met Kate Whittaker toen hij dacht dat Valene dood was. In 1991 hertrouwde hij opnieuw met Val.